# ロザンナ・ザンボン
ロザンナ・ザンボン（Rosanna Zambon、本名：加藤 絽山奈（かとう ろざんな）、旧名：ロザンナ・ザンボン（ロザンナ・ザンボン・イン・加藤）、1950年7月3日 - ）は、イタリア・ヴェネト州スキオ出身の歌手、テレビタレント。ロザンナの芸名で活動している。
夫婦デュオ「ヒデとロザンナ」の一人として知られる。2017年3月30日付で日本に帰化した。血液型O型。株式会社クリームカンパニー所属。

## 概略
- 1967年、日本でミュージシャンをしていた叔父の勧めで、音楽学院を卒業と同時にグループ歌手として17歳で来日[5]。
- 1968年に後に夫となる東京都出身の出門英と「ヒデとロザンナ」を結成。デビュー曲の『愛の奇跡』が大ヒットして一躍売れっ子歌手の仲間入りを果たす。以降も『愛は傷つきやすく』などヒット曲を連発。
- 1975年2月に出門と結婚、二男一女に恵まれる（「ヒデとロザンナ」の項を参照）。
  - 長男は音楽家・画家の加藤士門（しもん）。クリエイター集団風の人、三味線ユニットエツナブメンバー。
  - 次男はミュージシャン。バンドsmorgasメンバー（MC）の加藤来門（らいもん）。
  - 長女はモデルの万梨音（まりおん）。2004年6月結婚、2005年に長男を出産、2007年に長女を出産。2014年にNHK・Eテレ「テレビでイタリア語」にナビゲーターとして出演（2014年度上期・2015年度下期）。
  - 子は3人とも結婚しており、孫が7人いる。
- 1990年6月17日、夫の出門英が結腸がんにより47歳で死去。以後1年間イタリアで休業後に復帰[6]。以来、タレント・ソロ歌手として活躍中。また、故郷のイタリア料理に造詣を持ち、テレビ番組の料理コーナーで腕前を披露している。
- 60歳を過ぎたころから終活について考えるようになり、「夫と同じ墓に入りたい」「遺産相続問題で子供たちに迷惑をかけたくない[注 2]」との思いから帰化を決意し、2016年1月に帰化申請をした。
  - 日本語が堪能なロザンナだが漢字の読み書きが苦手で日本語の読み書きがあまりできず、3人の子供の学校の手続きもすべて夫のヒデ任せ—[6]、帰化に必要な日本語の読み書き特に漢字に対して本人が努力し、またイタリアの親族の理解と協力のもと姉からロザンナの出生証明書を送付してもらい、その他70種類を超える必要書類を揃えて「帰化の動機書」も評価されて、申請から1年3か月後の2017年3月30日付で日本への帰化が正式に認められて日本国籍を取得した[2]。
  - この一連の流れは同年6月2日放送の『爆報! THE フライデー』内で放映された。日本人名の「加藤絽山奈」は、「加藤」は夫の本名、「絽」はロザンナが好きな着物の生地名、「山」は同じく本人が好きな富士山より、「奈」は奈良の寺院が好きであるため、これらからつけた名前だとロザンナが説明した[3]。
- 2016年よりロザンナのデビュー50周年を記念して、コンサートでヒデとロザンナの歌を歌っていた狩人の高道とのユニットタカ&ロザンナを結成し活動中
- 近年は「夢スター歌謡祭 春組対秋組歌合戦」に出演し、全国各地を回っている。

## 出演番組
報道・情報ワイドショー番組
| 期間       | 期間       | 番組名                                | 役職                         |
| ---------- | ---------- | ------------------------------------- | ---------------------------- |
| 1991年4月  | 1993年3月  | モーニングショー（テレビ朝日）        | サブ司会                     |
| 時期不明   | 時期不明   | とびっきり!しずおか（静岡朝日テレビ） | 火曜日レギュラー             |
| 2010年12月 | 2010年12月 | レディス4（テレビ東京）               | 長女・万梨音と共にゲスト出演 |

報道・情報ワイドショー番組以外（バラエティ・教養・語学・特別番組・ドラマなど）
- TBS「ムー一族」34話　- 劇中劇のイタリア語指導 （1978年）
- フジテレビ「ライオンのごきげんよう」
- 日本テレビ「いつみても波瀾万丈」
- フジテレビ「一枚の写真」
- 日本テレビ「火曜サスペンス劇場・女友達」（1997年7月15日）
- フジテレビ「のだめカンタービレ 新春スペシャル in ヨーロッパ」（2008年1月4日・5日） - アンナ 役
- テレビ朝日「サタスペ!・オーラの泉・お盆&終戦記念日スペシャル -ヒデからロザンナへ娘と孫にあふれる思い-」（2009年8月15日）- 万梨音と共に出演
- NHKEテレ「テレビでイタリア語」- ゲスト出演
- NHKEテレ「旅するイタリア語」- 万梨音と共に料理コーナー担当

### CM
- うるおい美容液（八幡物産）
- メディア・プライス（テレビショッピング） 不定期出演
- 痛快!買い物ランドSHOPJIMA（テレビショッピング） 万梨音と共に不定期出演

## ディスコグラフィ
- ヒデとロザンナとしての作品については「ヒデとロザンナ#ディスコグラフィ」を参照。

### シングル
| # | 発売日          | 曲順 | タイトル                                     | 作詞       | 作曲     | 編曲             | レーベル  | 規格品番  |
| - | --------------- | ---- | -------------------------------------------- | ---------- | -------- | ---------------- | --------- | --------- |
| 1 | 1991年 6月17日  | 01   | Love Always 〜あなたは通りすぎる風のように〜 | 夏丘幸奈   | 佐々木誠 | 佐々木誠         | ワーナー  | WPDL-4238 |
| 1 | 1991年 6月17日  | 02   | 風の追憶 〜Precious Moments〜                | 夏丘幸奈   | 佐々木誠 | 佐々木誠         | ワーナー  | WPDL-4238 |
| 2 | 1997年 10月25日 | 01   | 幸せのスイッチボード                         | 湯川れい子 | 近藤敬三 | 有森拓美         | east west | AMDM-6214 |
| 2 | 1997年 10月25日 | 02   | 愛の奇跡 (MIRACLE MIX)                       | 中村小太郎 | 田辺信一 | Dr.Y3 NURSE CALL | east west | AMDM-6214 |

#### デュエット・シングル
| 発売日         | デュエット | 曲順 | タイトル           | 作詞   | 作曲   | 編曲     | レーベル        | 規格品番   |
| -------------- | ---------- | ---- | ------------------ | ------ | ------ | -------- | --------------- | ---------- |
| 2020年 4月22日 | 高道       | 01   | 関係ない           | 高道   | 高道   | 石上嵩大 | 日本 コロムビア | COCA-17760 |
| 2020年 4月22日 | 高道       | 02   | Amore 愛するひとよ | 吉幾三 | 吉幾三 | 河野利昭 | 日本 コロムビア | COCA-17760 |

### タイアップ曲
| 年     | 楽曲                                        | タイアップ                                         |
| ------ | ------------------------------------------- | -------------------------------------------------- |
| 1991年 | Love Always〜あなたは通りすぎる風のように〜 | TBS系ドラマ『ヒデとロザンナ物語 愛の奇跡』EDテーマ |
| 1991年 | Love Always〜あなたは通りすぎる風のように〜 | 『近鉄ホーム』CMソング                             |
| 1997年 | 幸せのスイッチボード                        | フジテレビ系ドラマ『その時がきた』主題歌           |

## 著書
- ホーキと神様と子どもたち (講談社、1984年9月1日) ISBN 4-062014459
- ヒデとロザンナの きのう今日あした （共著出門英、婦人生活社、1984年12月）ISBN 4-574700521
- 旬の野菜がたっぷり ロザンナのイタリア家庭料理100 (扶桑社、1989年6月29日) ISBN 4-594004466
- 愛の奇跡 ヒデが愛した子供たちへ （集英社、1990年11月10日) ISBN 4-087801322
- ロザンナのとっても簡単!イタリアン (エッセ別冊) (扶桑社、1992年4月1日) ISBN 4-594600603
- ロザンナのイタメシふぁみりぃ〈1〉(八波一起、テレビ朝日共編、ブックマン社、1992年6月) ISBN 4-893081837
- いくつになっても新鮮ママ (講談社、1993年3月25日) ISBN 4-062062984
- ありがとうチュッ!:亡き夫ヒデ、三人の子供たち、そしてこれからの人生に (扶桑社、1996年) ISBN 4-59401996X
- パスタだいすき―ロザンナと娘・万梨音のとっておき簡単イタリアン!(別冊JUNON) (ムック) (主婦と生活社、1996年6月) ISBN 4-391605724
- ロザンナの毎日だってイタリアン (グッドチョイスエッセ (8)) (扶桑社、1998年12月) ISBN 4-594601693
- イタリア・マンマの陽気な子育て (PHP研究所、2000年12月28日) ISBN 4-569613977
- 天国の夫へ 13年目のラブレター (主婦の友社、2002年7月10日) ISBN 4-072344133
- おうちでヘルシーイタリアン (集英社、2002年7月25日) ISBN 4-086500108
- ロザンナ 40年目の履歴書 泣かない (講談社、2008年6月30日) ISBN 9784-062148023
- 娘に伝えるロザンナのトマトソースでつくるとってもおいしいイタリアン (集英社、2013年5月24日) ISBN 9784-081051021

## ビデオ
- ロザンナのとっても簡単イタリアン! (1995年、ワーナーミュージック・ジャパン)

## 映画
- アンを探して (2009年、監督：宮平貴子、共演：穂のか、紺野まひる)